# Henrik Sedin
Temple de la renommée : 2022
Henrik Lars Sedin (né le 26 septembre 1980 à Örnsköldsvik en Suède) est un joueur professionnel suédois de hockey sur glace. Il est le frère jumeau de Daniel Sedin qui est également un joueur de hockey sur glace. Il a deux fils avec sa femme Johanna: Valter et Harry,. Avec son frère Daniel, il a disputé 17 saisons avec les Canucks de Vancouver de 2000 à 2018.

## Enfance
Henrik Sedin naît le 26 septembre 1980, à Örnsköldsvik en Suède, six minutes avant son frère jumeau, Daniel. Les jumeaux ont deux frères ainés: Stefan et Peter. Leur père, Tommy, est un directeur d'école adjoint qui a joué pour le MODO Hockey dans les années 1960 et leur mère Tora est une infirmière. Henrik et son frère ont commencé à jouer au hockey à l'âge de 8 ans. Ils ne jouaient pas régulièrement sur la même ligne jusqu'au jour où Daniel est passé du centre à l'aile.

## Carrière de joueur

### MoDo Hockey (1997-2000)
Henrik et Daniel Sedin commencent le hockey sur glace à un haut niveau en 1996 en jouant pour le club de leur ville natale, le MODO hockey, dans le championnat moins de 20 ans de Suède. Henrik termine la saison avec 36 points en 26 matchs.
La saison suivante, ils font leurs débuts dans l'Elitserien, la ligue senior de hockey Suédois, dans le même club. À la fin de la saison 1998-1999, ils reçoivent le Guldpucken en tant que meilleurs joueurs de la saison. La même année, ils sont choisis lors du repêchage d'entrée dans la Ligue nationale de hockey par les Canucks de Vancouver, tous les deux en première ronde. Henrik est le troisième choix des Canucks alors que son frère est le deuxième ; le premier choix étant Patrik Štefan.
Les Sedins jouent une saison de plus avec leur club formateur avant de partir en Amérique du Nord.

### Canucks de Vancouver (2000-2018)

#### 2000-2005
Ils font leurs débuts dans la LNH lors de la saison 2000-2001. Il fait ses débuts le 5 octobre 2000 dans une défaite 6-3 contre les Flyers de Philadelphie. Dès le lendemain, il inscrit son premier point, une assistance sur un but d'Ed Jovanovski, dans une victoire 4-3 contre les Panthers de la Floride. Henrik inscrit son premier but en carrière le 16 octobre 2000, à son 6e match en carrière, contre le gardien Curtis Joseph dans une victoire 5-2 contre les Maple Leafs de Toronto. Ed Jovanski récolte l'assistance sur le but. Il termine sa première saison dans la LNH avec 9 buts et 20 passes en 82 matchs. Avec ses 29 points, il se positionne au 10e rang des marqueurs des siens. Les Canucks terminent au 3e rang de leur division et ils accèdent aux séries éliminatoires pour la première fois depuis la saison 1995-1996. Lors du premier tour des éliminatoires, les Canucks croisent le fer avec l'Avalanche du Colorado. Les Canucks se font balayer en 4 parties et sont éliminés. Henrik finit les séries éliminatoires avec aucun filet et 4 assistances en 4 matchs.
Lors de sa deuxième saison, Henrik connaît une légère amélioration avec une récolte de 36 points. Il a marqué 5 buts lors de ses 6 derniers matchs de la saison, portant son total de buts à 16. Les Canucks terminent deuxième dans leur division et se qualifient pour les séries pour une deuxième saison de suite. Au premier tour des éliminatoires, les Canucks affrontent les Red Wings de Détroit, qui ont terminé en première position de l'Association de l'Ouest. Lors du premier match de la série, Henrik donne la victoire aux siens avec un but en prolongation,. Le but est son premier en carrière en séries éliminatoires. Les Canucks gagnent les deux premiers matchs de la série, mais les Red Wings gagnent les 4 parties suivantes et éliminent les Canucks en 6 parties. Henrik termine les séries avec une récolte de 3 buts en 6 matchs.
Lors de la saison 2002-2003, Henrik subit une entorse à l'épaule et rate 3 parties en raison de cette blessure. C'est la première fois de sa carrière dans la LNH qu'il manque des parties en raison d'une blessure. Plus tard dans la saison, il se blesse à la main et il rate une autre partie. Il termine la campagne 2002-2003 avec 39 points en 78 matchs. Les Nucks terminent encore une fois au deuxième rang dans leur division. Lors du premier tour des séries éliminatoires, ils affrontent les Blues de Saint-Louis. Les Canucks remporte la série en 7 matchs et ils se rendent en deuxième ronde pour la première fois depuis la saison 1994-1995. Lors du tour suivant, ils croisent le fer avec le Wild du Minnesota. Le Wild remporte la série en 7 parties et les Nucks se font éliminer. Henrik termine les séries avec 3 buts et 2 aides en 14 parties.
Pendant la saison morte, lui et son frère sont re-signés par les Canucks avec des contrats de 1 an et 1,25 million de dollars, le 29 juillet 2003. Le 7 novembre 2003, l'attaquant des Blues de Saint-Louis, Doug Weight, est suspendu durant 4 parties pour avoir délivré un cross-check la veille, à Henrik. Henrik ne fut pas blessé par le cross-check. Il termine la saison 2003-2004 avec une récolte de 42 points en 76 matchs. Lors du premier tour des séries éliminatoires, les Canucks affrontent les Flames de Calgary. Les Flames éliminent les Canucks en 7 parties et Henrik termine la série avec une récolte de 2 buts et 2 passes.
Lors de la saison morte, le 10 septembre 2004, lui et son frère sont re-signés par les Canucks avec des contrats d'un an et 1 125 000 dollars,. En 2004, en raison de l'annulation de la saison LNH, les Sedin retournent jouer pour le MODO en compagnie d'autres compatriotes comme Markus Näslund, Peter Forsberg, Alexander Steen, Adrian Aucoin ou encore František Kaberle. Il termine la saison ave 36 points en 44 parties, ce qui le place au troisième rang des pointeurs derrière Peter Forsberg et Mattias Weinhandl.

#### 2005-2010
Alors que la LNH reprenait ses activités en 2005-2006, Henrik et son frère sont retournées avec les Canucks et Henrik a inscrit 75 points. Ses 75 points le positionnent au deuxième rang des marqueurs des siens derrière Markus Näslund qui a inscrit 79 points. Son éclosion est en partie due au fait que les Canucks ont signé l'ailier Anson Carter lors de la saison morte et qu'il a joué sur la même ligne que les frères Sedin. Ce dernier a aussi mené les siens au chapitre des buts.

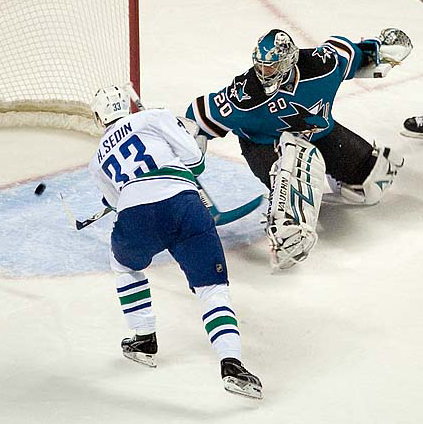
Henrik qui marque contre Ievgueni Nabokov en 2007.

Lors de la saison morte de 2009, le 1er juillet 2009, il signe un contrat de cinq ans pour 30,5 millions de dollars avec les Canucks de Vancouver. Le 14 novembre 2009, il enregistre son premier tour du chapeau en carrière dans un gain 8-2 contre l'Avalanche du Colorado,. Mason Raymond a récolté une assistance sur chaque but d'Henrik.

#### Capitaine (2010-2018)
Le 9 octobre 2010, il devient le treizième capitaine de l'histoire des Canucks de Vancouver lors de la cérémonie d'ouverture de la 40e saison des Canucks.
Le 15 février 2013, il bat le record de points marqué avec les Canucks que détenait Markus Näslund.

## Statistiques

### En club
| Saison     | Équipe               | Ligue      |       | Saison régulière | Saison régulière | Saison régulière | Saison régulière | Saison régulière |    | Séries éliminatoires | Séries éliminatoires | Séries éliminatoires | Séries éliminatoires | Séries éliminatoires |
| Saison     | Équipe               | Ligue      | PJ    | B                | A                | Pts              | Pun              | PJ               | B  | A                    | Pts                  | Pun                  |                      |                      |
| 1996-1997  | MODO Hockey          | Suède Jr.  | 26    | 14               | 22               | 36               | -                | -                | -  | -                    | -                    | -                    |                      |                      |
| 1997-1998  | MoDo Hockey          | Elitserien | 39    | 1                | 4                | 5                | 8                | -                | -  | -                    | -                    | -                    |                      |                      |
| 1998-1999  | MoDo Hockey          | Elitserien | 49    | 12               | 22               | 34               | 32               | 13               | 2  | 8                    | 10                   | 6                    |                      |                      |
| 1999-2000  | MoDo Hockey          | Elitserien | 50    | 9                | 38               | 47               | 22               | -                | -  | -                    | -                    | -                    |                      |                      |
| 2000-2001  | Canucks de Vancouver | LNH        | 82    | 9                | 20               | 29               | 38               | 4                | 0  | 4                    | 4                    | 0                    |                      |                      |
| 2001-2002  | Canucks de Vancouver | LNH        | 82    | 16               | 20               | 36               | 36               | 6                | 3  | 0                    | 3                    | 0                    |                      |                      |
| 2002-2003  | Canucks de Vancouver | LNH        | 78    | 8                | 31               | 39               | 38               | 14               | 3  | 2                    | 5                    | 8                    |                      |                      |
| 2003-2004  | Canucks de Vancouver | LNH        | 76    | 11               | 31               | 42               | 32               | 7                | 2  | 2                    | 4                    | 2                    |                      |                      |
| 2004-2005  | MoDo Hockey          | Elitserien | 44    | 14               | 22               | 36               | 50               | 6                | 1  | 3                    | 4                    | 6                    |                      |                      |
| 2005-2006  | Canucks de Vancouver | LNH        | 82    | 18               | 57               | 75               | 56               | -                | -  | -                    | -                    | -                    |                      |                      |
| 2006-2007  | Canucks de Vancouver | LNH        | 82    | 10               | 71               | 81               | 66               | 12               | 2  | 2                    | 4                    | 14                   |                      |                      |
| 2007-2008  | Canucks de Vancouver | LNH        | 82    | 15               | 61               | 76               | 56               | -                | -  | -                    | -                    | -                    |                      |                      |
| 2008-2009  | Canucks de Vancouver | LNH        | 82    | 22               | 60               | 82               | 48               | 10               | 4  | 6                    | 10                   | 2                    |                      |                      |
| 2009-2010  | Canucks de Vancouver | LNH        | 82    | 29               | 83               | 112              | 48               | 12               | 3  | 11                   | 14                   | 6                    |                      |                      |
| 2010-2011  | Canucks de Vancouver | LNH        | 82    | 19               | 75               | 94               | 40               | 25               | 3  | 19                   | 22                   | 16                   |                      |                      |
| 2011-2012  | Canucks de Vancouver | LNH        | 82    | 14               | 67               | 81               | 52               | 5                | 2  | 3                    | 5                    | 4                    |                      |                      |
| 2012-2013  | Canucks de Vancouver | LNH        | 48    | 11               | 34               | 45               | 24               | 4                | 0  | 3                    | 3                    | 4                    |                      |                      |
| 2013-2014  | Canucks de Vancouver | LNH        | 70    | 11               | 39               | 50               | 42               | -                | -  | -                    | -                    | -                    |                      |                      |
| 2014-2015  | Canucks de Vancouver | LNH        | 82    | 18               | 55               | 73               | 22               | 6                | 1  | 3                    | 4                    | 2                    |                      |                      |
| 2015-2016  | Canucks de Vancouver | LNH        | 74    | 11               | 44               | 55               | 24               | -                | -  | -                    | -                    | -                    |                      |                      |
| 2016-2017  | Canucks de Vancouver | LNH        | 82    | 15               | 36               | 51               | 28               | -                | -  | -                    | -                    | -                    |                      |                      |
| 2017-2018  | Canucks de Vancouver | LNH        | 82    | 3                | 47               | 50               | 30               | -                | -  | -                    | -                    | -                    |                      |                      |
| Totaux LNH | Totaux LNH           | Totaux LNH | 1 330 | 240              | 830              | 1070             | 680              | 105              | 23 | 55                   | 78                   | 58                   |                      |                      |

## Carrière internationale
Il joue avec l'équipe de Suède au cours des compétitions suivantes :
- Championnat d'Europe junior
  - 1997. Il est alors nommé dans l'équipe des meilleurs joueurs du tournoi.
- Championnat du monde junior
  - 1998, 1999 et 2000. En 2000, il est le meilleur marqueur du tournoi.
- Championnat du monde
  - 2000, 2001 et 2005. En 2001, l'équipe gagne la médaille de bronze.
- Jeux olympiques d'hiver
  - 2006 à Turin en  Italie. La Suède gagne la médaille d'or.

## Trophées et honneurs personnels

### Trophées de l'Elitserien
- Sacré meilleur joueur de la saison 1998-99 de l'Elitserien. Il reçoit le Palet d'Or en compagnie de son frère Daniel.
- Sélectionné pour le Match des étoiles en 2000. Il est également sélectionné dans l'équipe des meilleurs joueurs suédois.

### Trophées de la Ligue nationale de hockey
- Sélectionné pour le Match des étoiles en 2008 et en 2011.
- Vainqueur du trophée Art-Ross (meilleur pointeur) en 2010 avec 112 points.
- Vainqueur du trophée Hart remis au joueur jugé le plus utile à son équipe en 2010.
- Nommé dans la première équipe d'étoiles de la ligue en 2010.